# Championnat du Japon de football 1995
Navigation
J1 League 1994 J1 League 1996
Le Championnat du Japon de football 1995 est la 30e édition de la première division japonaise et la 3e édition de la J.League. Le championnat a débuté le 18 mars 1995 et s'est achevé le 6 décembre 1995.  
Le championnat se déroule en deux phases : les matchs aller (Suntory Series) et les matchs retour (NICOS Series). Le champion de chaque phase est qualifié pour la finale qui détermine le champion du Japon.
Note : il n'y a pas de matchs nuls, les victoires sont décernées en cas de matchs nuls, soit au but en or dans la prolongation (1,0), soit aux tirs au but (1,1).

## Les clubs participants
Les 12 de la J League 1994 et les deux premiers de la deuxième division participent à la compétition.
| Club                 | Dernière montée | Ville     | Classement 1994 | Entraîneur         | Depuis | Stade                            | Capacité | Nombre de saisons |
| -------------------- | --------------- | --------- | --------------- | ------------------ | ------ | -------------------------------- | -------- | ----------------- |
| Verdy Kawasaki       | -               | Kawasaki  | 1er             | Nelsinho Baptista  | 1995   | Stade d'athlétisme de Todoroki   | 27 495   | 3                 |
| Sanfrecce Hiroshima  | -               | Hiroshima | 2e              | Wim Jansen         | 1995   | Grande Arche d'Hiroshima         | 50 000   | 3                 |
| Kashima Antlers      | -               | Kashima   | 3e              | Edu                | 1994   | Stade de Kashima                 | 40 728   | 3                 |
| Shimizu S-Pulse      | -               | Shizuoka  | 4e              | Masakatsu Miyamoto | 1995   | Stade du parc Nihondaira         | 20 299   | 3                 |
| Bellmare Hiratsuka   | 1994            | Hiratsuka | 5e              | Shigeharu Ueki     | 1995   | Hiratsuka Stadium                | 18 500   | 2                 |
| Yokohama Marinos     | -               | Yokohama  | 6e              | Hiroshi Hayano     | 1995   | Mitsuzawa Stadium                | 15 046   | 3                 |
| Yokohama Flügels     | -               | Yokohama  | 7e              | Antônio Silva      | 1995   | Mitsuzawa Stadium                | 15 046   | 3                 |
| Júbilo Iwata         | 1994            | Iwata     | 8e              | Hans Ooft          | 1994   | Stade Yamaha                     | 16 893   | 2                 |
| JEF United Ichihara  | -               | Ichihara  | 9e              | Eijun Kiyokumo     | 1994   | ZA Oripri Stadium                | 14 051   | 3                 |
| Gamba Osaka          | -               | Suita     | 10e             | Josip Kuže         | 1995   | Stade commémoratif de l'Expo '70 | 21 000   | 3                 |
| Nagoya Grampus Eight | -               | Nagoya    | 11e             | Arsène Wenger      | 1995   | Stade d'athlétisme de Mizuho     | 27 000   | 3                 |
| Urawa Red Diamonds   | -               | Saitama   | 12e             | Holger Osieck      | 1995   | Urawa Komaba Stadium             | 21 500   | 3                 |
| Cerezo Osaka         | 1995            | Osaka     | 1er             | Paulo Emilio       | 1994   | Stade Nagai                      | 50 000   | 1                 |
| Kashiwa Reysol       | 1995            | Kashiwa   | 2e              | Antoninho          | 1995   | Hitachi Kashiwa Stadium          | 15 349   | 1                 |

- Tenant du titre et qualifié pour la Coupe d'Asie des clubs champions 1995
- Promu de la Deuxième division 1994

### Localisation des clubs
| \| Clubs du Grand Tokyo · Kashima Antlers (Ibaraki) · Yokohama Marinos (Kanagawa) · JEF United Ichihara (Chiba) · Kashiwa Reysol (Chiba) · Verdy Kawasaki (Kanagawa) · Urawa Red Diamonds (Saitama) · Bellmare Hiratsuka (Kanagawa) · Yokohama Flügels (Kanagawa) Grand Tokyo Nagoya Grampus Eight Shimizu S-Pulse Júbilo Iwata Gamba Osaka Sanfrecce Hiroshima Cerezo Osaka \| Localisation des clubs engagés dans le championnat. |
| Clubs du Grand Tokyo · Kashima Antlers (Ibaraki) · Yokohama Marinos (Kanagawa) · JEF United Ichihara (Chiba) · Kashiwa Reysol (Chiba) · Verdy Kawasaki (Kanagawa) · Urawa Red Diamonds (Saitama) · Bellmare Hiratsuka (Kanagawa) · Yokohama Flügels (Kanagawa) Grand Tokyo Nagoya Grampus Eight Shimizu S-Pulse Júbilo Iwata Gamba Osaka Sanfrecce Hiroshima Cerezo Osaka                                                           |

| Clubs du Grand Tokyo · Kashima Antlers (Ibaraki) · Yokohama Marinos (Kanagawa) · JEF United Ichihara (Chiba) · Kashiwa Reysol (Chiba) · Verdy Kawasaki (Kanagawa) · Urawa Red Diamonds (Saitama) · Bellmare Hiratsuka (Kanagawa) · Yokohama Flügels (Kanagawa) Grand Tokyo Nagoya Grampus Eight Shimizu S-Pulse Júbilo Iwata Gamba Osaka Sanfrecce Hiroshima Cerezo Osaka |

## Classement
| Pos | Club                 | Pts | J  | G  | D  | Bp | Bc | Diff |
| --- | -------------------- | --- | -- | -- | -- | -- | -- | ---- |
| 1   | Yokohama Marinos     | 52  | 26 | 17 | 9  | 47 | 38 | +9   |
| 2   | Verdy Kawasaki       | 49  | 26 | 16 | 10 | 46 | 36 | +10  |
| 3   | Urawa Red Diamonds   | 48  | 26 | 15 | 11 | 41 | 34 | +7   |
| 4   | Nagoya Grampus Eight | 46  | 26 | 15 | 11 | 50 | 48 | +2   |
| 5   | Júbilo Iwata         | 45  | 26 | 15 | 11 | 48 | 40 | +8   |
| 6   | JEF United Ichihara  | 45  | 26 | 14 | 12 | 48 | 40 | +8   |
| 7   | Bellmare Hiratsuka   | 43  | 26 | 14 | 12 | 60 | 47 | +13  |
| 8   | Kashima Antlers      | 42  | 26 | 14 | 12 | 38 | 38 | 0    |
| 9   | Cerezo Ōsaka         | 41  | 26 | 13 | 13 | 43 | 44 | -1   |
| 10  | Sanfrecce Hiroshima  | 41  | 26 | 13 | 13 | 38 | 33 | +5   |
| 11  | Gamba Ōsaka          | 31  | 26 | 10 | 16 | 49 | 54 | -5   |
| 12  | Shimizu S-Pulse      | 30  | 26 | 10 | 16 | 35 | 63 | -28  |
| 13  | Yokohama Flügels     | 28  | 26 | 9  | 17 | 42 | 54 | -12  |
| 14  | Kashiwa Reysol       | 22  | 26 | 7  | 19 | 30 | 46 | -16  |

| Pos | Club                 | Pts | J  | G  | D  | Bp | Bc | Diff |
| --- | -------------------- | --- | -- | -- | -- | -- | -- | ---- |
| 1   | Verdy Kawasaki       | 59  | 26 | 19 | 7  | 60 | 26 | +34  |
| 2   | Nagoya Grampus Eight | 51  | 26 | 17 | 9  | 49 | 34 | +15  |
| 3   | Yokohama Marinos     | 46  | 26 | 15 | 11 | 39 | 37 | +2   |
| 4   | Shimizu S-Pulse      | 45  | 26 | 15 | 11 | 42 | 34 | +8   |
| 5   | Kashiwa Reysol       | 43  | 26 | 14 | 12 | 57 | 54 | +3   |
| 6   | Kashima Antlers      | 43  | 26 | 14 | 12 | 44 | 41 | +3   |
| 7   | JEF United Ichihara  | 43  | 26 | 14 | 12 | 49 | 51 | -2   |
| 8   | Urawa Red Diamonds   | 42  | 26 | 14 | 12 | 44 | 38 | +6   |
| 9   | Júbilo Iwata         | 40  | 26 | 13 | 13 | 40 | 37 | +3   |
| 10  | Cerezo Ōsaka         | 37  | 26 | 12 | 14 | 36 | 39 | -3   |
| 11  | Yokohama Flügels     | 34  | 26 | 11 | 16 | 36 | 57 | -21  |
| 12  | Sanfrecce Hiroshima  | 28  | 26 | 9  | 17 | 31 | 43 | -12  |
| 13  | Gamba Ōsaka          | 26  | 26 | 8  | 18 | 38 | 53 | -15  |
| 14  | Bellmare Hiratsuka   | 22  | 26 | 7  | 19 | 34 | 55 | -21  |

## Finale
| 30 novembre 1995 | Yokohama Marinos   | 1 - 0 | Tokyo Verdy | Stade olympique national, Tokyo |                      |
|                  | David Bisconti 48e |       |             | Spectateurs : 47 631            | Spectateurs : 47 631 |

| 6 décembre 1995 | Tokyo Verdy | 0 - 1 | Yokohama Marinos | Stade olympique national, Tokyo |                      |
|                 |             |       | 29e Ihara        | Spectateurs : 48 271            | Spectateurs : 48 271 |

## Classement régulier
Etablis sur l'ensemble des matchs aller et retour.
| Pos | Club                   | Pts | J  | G  | D  | Bp  | Bc  | Diff |
| --- | ---------------------- | --- | -- | -- | -- | --- | --- | ---- |
| 1   | Yokohama Marinos       | 98  | 52 | 32 | 20 | 86  | 75  | +11  |
| 2   | Verdy Kawasaki T S     | 108 | 52 | 35 | 17 | 106 | 62  | +44  |
| 3   | Nagoya Grampus Eight C | 97  | 52 | 32 | 20 | 99  | 82  | +17  |
| 4   | Urawa Red Diamonds     | 90  | 52 | 29 | 23 | 85  | 72  | +13  |
| 5   | Júbilo Iwata           | 85  | 52 | 28 | 24 | 88  | 77  | +11  |
| 6   | JEF United Ichihara    | 88  | 52 | 28 | 24 | 97  | 91  | +4   |
| 7   | Kashima Antlers        | 85  | 52 | 28 | 24 | 82  | 79  | +3   |
| 8   | Cerezo Ōsaka P         | 78  | 52 | 25 | 27 | 79  | 83  | -4   |
| 9   | Shimizu S-Pulse        | 75  | 52 | 25 | 27 | 77  | 97  | -20  |
| 10  | Sanfrecce Hiroshima    | 69  | 52 | 22 | 30 | 69  | 76  | -7   |
| 11  | Bellmare Hiratsuka     | 65  | 52 | 21 | 31 | 94  | 102 | -8   |
| 12  | Kashiwa Reysol P       | 55  | 52 | 21 | 31 | 87  | 100 | -13  |
| 13  | Yokohama Flügels       | 62  | 52 | 20 | 33 | 78  | 111 | -33  |
| 14  | Gamba Ōsaka            | 57  | 52 | 18 | 34 | 87  | 107 | -20  |

|  | Qualification pour la Coupe d'Asie des clubs champions 1996-1997                                                              |
|  | T : Tenant du titre C : Vainqueur de la Coupe de l'Empereur 1995 S : Vainqueur de la Supercoupe du Japon 1995 P : Promu de D2 |

## Récompenses individuelles
| Distinction           | Nom                  | Nationalité          | Équipe               |
| MVP                   | Dragan Stojkovic     | Serbie-et-Monténégro | Nagoya Grampus Eight |
| Rookie de l'année     | Yoshikatsu Kawaguchi | Japon                | Yokohama F. Marinos  |
| Soulier d'or          | Masahiro Fukuda      | Japon                | Urawa Red Diamonds   |
| Entraîneur de l'année | Arsène Wenger        | France               | Nagoya Grampus Eight |

## Meilleurs buteurs
| Rang | Nom                 | Nationalité      | Équipe              | Buts |
| 1    | Masahiro Fukuda     | Japon            | Urawa Red Diamonds  | 32   |
| 2    | Salvatore Schillaci | Italie           | Júbilo Iwata        | 31   |
| 3    | David Bisconti      | Italie           | Yokohama F. Marinos | 27   |
| 4    | Betinho             | Brésil           | Shonan Bellmare     | 25   |
| 5    | Kazuyoshi Miura     | Japon            | Tokyo Verdy         | 23   |
| 5    | Koji Noguchi        | Japon            | Shonan Bellmare     | 23   |
| 7    | Wynton Rufer        | Nouvelle-Zélande | JEF United Ichihara | 21   |
| 7    | Ramón Medina Bello  | Argentine        | Yokohama F. Marinos | 21   |
| 9    | Nobuhiro Takeda     | Japon            | Tokyo Verdy         | 20   |
| 9    | Hans Gillhaus       | Pays-Bas         | Gamba Ōsaka         | 20   |

## Parcours continental des clubs
Le parcours des clubs japonais en Ligue des champions de l'AFC est important puisqu'il détermine le coefficient AFC japonais, et donc le nombre de clubs japonais présents dans la compétition les années suivantes.
| Club           | Compétition                      | Résultat        | Ultime(s) adversaire(s) | Ultime(s) adversaire(s) | Ultime(s) adversaire(s) |
| -------------- | -------------------------------- | --------------- | ----------------------- | ----------------------- | ----------------------- |
| Verdy Kawasaki | Coupe d'Asie des clubs champions | Phase de groupe | Seongnam FC             | Thai Farmers Bank       | Persib Bandung          |